# Sister Act (musical)
Sister Act è un musical con libretto di Cheri e Bill Steinkellner con la collaborazione di Douglas Carter Beane, testi di Glenn Slater e musiche di Alan Menken. È basato sull'omonimo film del 1992 con Whoopi Goldberg. La produzione londinese del 2009 è stata prodotta da Stage Entertainment e Whoopi Goldberg, produttrice quest'ultima anche della versione rivista e adattata di Broadway del 2011.

## Trama
Deloris Van Cartier è una scatenata cantante dei night club di Philadelphia. Quando diventa suo malgrado la scomoda testimone di un omicidio, la Polizia decide di metterla al sicuro in un posto in cui nessuno penserebbe mai di cercarla: un convento!
Deloris però non è proprio fatta per il dimesso stile di vita monacale e travestita da suora fatica non poco per farsi accettare dalla rigorosissima Madre Superiora. Eppure, quando inizia a dirigere lo stonatissimo coro di Suore trasformandolo in un autentico fenomeno musicale, Deloris porta una ventata di nuova vita nella comunità e attira l'attenzione di tutti sul Convento.
Così facendo però, finisce per far saltare la sua copertura e per ritrovarsi la banda di malviventi nuovamente alle calcagna. Ma non è finita per Deloris: adesso i suoi inseguitori dovranno vedersela non solo con lei, ma con tutto il Convento!

## Numeri musicali

### West End[1]
Primo Atto
- "Take Me to Heaven" - Deloris, KT, LaRosa e ballerini
- "Fabulous, Baby!" - Deloris, KT & LaRosa
- "Here Within These Walls" - Madre superiora e suore
- "How I Got the Calling" - Deloris, Maria Patrizia, Maria Lazzara, Maria Roberta e suore
- "When I Find My Baby" - Shank, TJ, Bones e Dinero
- "Do The Sacred Mass" - Deloris, Maria Patrizia, Maria Lazzara, Maria Roberta e frequentatori del bar
- "I Could Be That Guy" - Eddie e passanti
- "Raise Your Voice" - Deloris, Maria Patrizia, Maria Lazzara, Maria Roberta e suore
- "Take Me to Heaven" (Reprise) - Monsignor Howard, Deloris, Madre superiora, Maria Patrizia, Maria Lazzara, Maria Roberta, suore, fotografi

Secondo Atto
- "Sunday Morning Fever" - Monsignor Howard, Deloris, Mother Superior, Eddie, TJ, Bones, Dinero, Nuns & Barflies
- "Lady in the Long Black Dress" - TJ, Bones, & Dinero
- "Bless Our Show" - Deloris, Mary Patrick, Mary Lazarus, Mary Robert & Nuns
- "Here Within These Walls" (Reprise) - Mother Superior
- "The Life I Never Led" - Maria Roberta
- "Fabulous, Baby!" (Reprise) - Deloris, ballerini e suore
- "Sister Act" - Deloris
- "When I Find My Baby" (Reprise) - Shank
- "The Life I Never Led" (Reprise) - Maria Roberta
- "Sister Act" (Reprise) - Deloris, Madre superiora, Maria Patrizia, Maria Roberta e suore
- "Spread The Love Around" - Madre superiora, Deloris, Maria Patrizia, Maria Lazzara, Maria Roberta, suore e chierichetti

### Broadway[2]
Primo Atto
- "Take Me to Heaven" - Deloris, Michelle, Tina e ballerini
- "Fabulous, Baby!" - Deloris, Michelle & Tina
- "Here Within These Walls" - Madre Superiora & Deloris
- "It's Good to Be a Nun" - Deloris, Maria Patrizia, Maria Lazzara, Maria Roberta e suore
- "When I Find My Baby" - Curtis, Joey, Pablo & TJ
- "I Could Be That Guy" - Eddie & barboni
- "Raise Your Voice" - Deloris, Maria Patrizia, Maria Lazzara, Maria Roberta e suore
- "Take Me to Heaven" (Reprise) - Deloris, Maria Patrizia, Maria Lazzara, Maria Roberta e suore

Secondo Atto
- "Sunday Morning Fever" - Deloris, Madre Superiora, Monsignor O'Hara, Eddie, Maria Patrizia, Maria Lazzara, Maria Roberta, suore ed operai
- "Lady in the Long Black Dress" - Joey, Pablo & TJ
- "Haven't Got a Prayer" - Madre Superiora
- "Bless Our Show" - Deloris, Maria Patrizia, Maria Lazzara, Maria Roberta e suore
- "The Life I Never Led" - Maria Roberta
- "Fabulous, Baby!" (Reprise) - Deloris, Eddie, suore e ballerine
- "Sister Act" - Deloris
- "When I Find My Baby" (Reprise) - Curtis
- "The Life I Never Led" (Reprise) - Maria Roberta
- "Sister Act" (Reprise) - Madre Superiora, Deloris, Maria Patrizia, Maria Lazzara, Maria Roberta e suore
- "Spread the Love Around" - Tutto il cast

### Italia[3]
Primo Atto
- "Fammi volare" - Deloris, Michelle, Tina
- "Cha favola!" - Deloris, Michelle, Tina
- "Qui vicino a Dio" - Madre Superiora, Suore
- "Essere una suora è proprio ok" - Deloris, Maria Patrizia, Maria Lazzara, Maria Roberta e suore
- "Se ti trovo" - Curtis, Joey, Deniro & TJ
- "Un eroe" - Eddie & barboni
- "Qui vicino a Dio (Ripresa)" - Madre Superiora
- "Apri il cuore" - Deloris, Maria Patrizia, Maria Lazzara, Maria Roberta e suore
- "Fammi volare" - Deloris, Maria Patrizia, Maria Lazzara, Maria Roberta, monsignore, Eddie e suore

Secondo Atto
- "La febbre della domenica mattina" - Deloris, Madre superiora, Monsignor O'Hara, Eddie, Maria Patrizia, Maria Lazzara, Maria Roberta, suore ed operai
- "Signora in nero" - Joey, Deniro & TJ
- "Che santi pregherò?" - Madre Superiora
- "Benedici il nostro show" - Deloris, Maria Patrizia, Maria Lazzara, Maria Roberta e suore
- "La vita che non ho mai avuto" - Maria Roberta
- "Che favola! (Ripresa)" - Deloris, ballerini, suore
- "Sister Act" - Deloris
- "Se ti trovo (Ripresa)"- Curtis
- "La vita che non ho mai avuto (Ripresa)" - Maria Roberta
- "Sister Act (Ripresa)" - Deloris, Maria Patrizia, Maria Lazzara, Maria Roberta e suore
- "Più dai amore più amore avrai" - Deloris, Maria Patrizia, Maria Lazzara, Maria Roberta, Madre Superiora e cast

## Produzioni

### Off-Broadway
Diretta da Peter Schneider e coregorafata da Marguerite Derricks, la prima del musical al Pasadena Playhouse a Pasadena (California) ha aperto il 24 ottobre 2006 e ha chiuso il 23 dicembre 2006. Ha superato ogni record, guadagnando 1.085.929 di dollari, diventando il più redditizio show mai rappresentato a Pasadena. Patina Miller, che più tardi avrebbe interpretato il ruolo della protagonista Deloris quando lo spettacolo avrebbe aperto a Londra, era nell'ensemble ed era sostituta di Deloris.
Più tardi la produzione si è spostata all'Alliance Theatre ad Atlanta (Georgia), dove è andato in scena dal 17 gennaio al 25 febbraio 2007. Il cast includeva Dawn Lewis nei panni di Deloris, Elizabeth Ward Land in quelli della Madre Superiora, ed Harrison White in quelli di Curtis.

### West End
Sister Act ha aperto nel West End al teatro London Palladium il 2 giugno 2009, dopo un periodo di anteprime dal 7 maggio. La produzione è stata diretta da Peter Schneider e coreografata da Anthony Van Laast, con le scenografie di Klara Zieglerova, i costumi di Lez Brotherston e le luci di Natasha Katz. Dopo un anno di ricerche, la ventiquattrenne Patina Miller fu scelta per interpretare Deloris, accanto a Sheila Hancock nei panni della Madre Superiora, Ian Lavender in quelli di Monsignor Howard, Chris Jarman in quelli di Shank, Ako Mitchell in quelli di Eddie, Katie Rowley Jones in quelli di Suor Maria Roberta, Claire Greenway in quelli di Suor Maria Patrizia e Julia Sutton in quelli di Suor Maria Lazzara. Il 29 aprile 2010 è stato annunciato che il cantante pop Simon Webbe avrebbe sostituitoChris Jarman come Curtis Shank il 31 maggio 2010 e la produzione avrebbe chiuso il 1º gennaio 2011.
Tuttavia lo spettacolo chiuse il 30 ottobre 2010, per far posto alla nuova produzione de Il mago di Oz di Andrew Lloyd Webber. Whoopi Goldberg si è unita al cast nei panni della Madre Superiora per un periodo limitato dal 10 al 27 agosto 2010.

### Broadway
Un nuovo e rivisto adattamento dello spettacolo ha aperto a Broadway al Broadway Theatre il 20 aprile 2011, dopo un periodo di anteprime iniziato il 24 marzo. Jerry Zaks è diventato il nuovo regista con Douglas Carter Beane che ha riscritto i testi. Zaks aveva già in precedenza lavorato con il compositore Alan Menken nella produzione di Broadway del 2003 de La Piccola Bottega degli Orrori. Patina Miller, che aveva originariamente interpretato Deloris nella versione londinese ha ripreso il ruolo a Broadway, facendo così il suo debutto a Broadway. Il Cast originale vede anche Victoria Clark (Madre Superiora), Fred Applegate (Monsignore), Sarah Bolt (Suor Maria Patrizia), Chester Gregory (Eddie), Kingsley Leggs (Curtis), Marla Mindelle (Suor Maria Roberta) e Audrie Neenan (Suor Maria Lazzara). Il 12 ottobre 2011 Victoria Clark ha lasciato la produzione per motivi sconosciuti. La sua sostituta Jennifer Allen ha interpretato il ruolo dopo la sua partenza. L'attrice Carolee Carmello prenderà il ruolo della Madre Superiora il 19 novembre 2011. Lo spettacolo ha ricevuto svariate nomination ai Tony Award 2011, inclusa quella come Miglior Musical, Miglior Attrice Protagonista in un musical (Patina Miller) e Miglior attrice non Protagonista in un musical (Victoria Clark).

### Internazionali

#### Germania
Un adattamento in Germania dello spettacolo ha aperto al teatro Operettenhaus ad Amburgo il 2 dicembre 2010, prodotto da Stage Entertainment. Il ruolo di Deloris Van Cartier è interpretato da Zodwa Selele (primo cast) e Patricia Meeden (in alternanza primo cast). Daniela Ziegler interpreta il ruolo della Madre Superiora, Tetje Mierendorf il ruolo di "Bones". "Suor Maria Roberta" iè interpretata da Ina Trabesinger, "Suor Maria Patrizia" da Martin de Jager e "Suor Maria Lazzara" da Sonya Martin.

#### Italia
La prima produzione Italiana ha aperto il 27 ottobre 2011 a Milano, al Teatro Nazionale, prodotta da Stage Entertainment e da Whoopi Goldberg. Il ruolo di Deloris Van Cartier è interpretato dalla giovane Loretta Grace, in alternanza con Tia Architto. Dora Romano interpreta la Madre Superiora, Timothy Martin interpreta Eddie, Felice Casciano è Curtis Jackson. Tra gli altri interpreti figurano Simone Colombari (Monsignor O'Hara), Laura Galigani (Suor Maria Roberta), Simonetta Cartia (Suor Maria Lazzara), Giulia Marangoni (Suor Maria Patrizia), Fabrizio Checcacci (Joey), Massimiliano Pironti (TJ) e Giacomo Buccheri (Deniro).
Alla Prima Milanese dello Spettacolo, il 27 ottobre, ha presenziato la stessa Whoopi Goldberg, che è apparsa sul palco alla fine della performance accogliendo gli applausi entusiasti del pubblico. Il casting dello spettacolo, diretto da Chiara Noschese, è stato registrato e messo in onda sul canale satellitare Sky Uno, in una serie di puntate in cui vengono provinati gli oltre 2000 candidati che si sono presentati alle audizioni. 
Lo spettacolo è terminato il 29 aprile 2012 al Teatro Nazionale di Milano, senza continuare il tour a Roma per scelta della Stage Entertainment.
Una seconda produzione italiana (Viola Produzioni e Compagnia della Rancia) ha debuttato il 16 dicembre 2015 al Teatro Brancaccio di Roma. Il ruolo di Deloris Van Cartier è affidato alla madrilena Belia Martin, che aveva già interpretato Deloris nell'edizione spagnola del musical. Accanto a lei si avvicendano nomi noti del panorama del musical italiano come Francesca Taverni (Madre Superiora), Pino Strabioli (Monsignor O'Hara), Marco Trespioli (Eddie), Felice Casciano (Curtis Shank), Veronica Appeddu (Suor Maria Roberta), Manuela Tasciotti (Suor Maria Patrizia), Claudia Campolongo (Suor Maria Lazzara), Silvano Torrieri (Joey), Renato Crudo (TJ), Vincenzo Leone (Deniro).
In alcune rappresentazioni, il ruolo di Suor Maria Roberta viene interpretato come partecipazione speciale da Suor Cristina Scuccia, diventata nota a livello internazionale con la vittoria nella seconda edizione del talent show The Voice of Italy.
Nella stagione 2021-2022 un'ulteriore produzione da parte di UVM Show & Musical ha debuttato in tour nel nord Italia con la prima a Portogruaro al teatro comunale Luigi Russolo. Il ruolo di Deloris Van Cartier è affidato a Erika Zanchetta e il ruolo di Madre Superiora a Sara Moschin.
Ad Ottobre 2022 una nuova produzione a cura di Stage Entertainment aprirà al Teatro Nazionale CheBanca! Di Milano

### Tour
Alla fine del 2010 la Stage Entertainment ha annunciato un tour attraverso Irlanda e Gran Bretagna, che ha aperto al Manchester Opera House il 27 settembre 2011 e che si concluderà al Plymouth Theatre Royal il 14 luglio 2012.
Il Primo Tour Nationale del Nord America aprirà a Toronto, Canada al Canon Theatre alla fine del 2012. Le date ed il Cast devono ancora essere annunciati.

## Cast
Il Cast principale delle varie produzioni di Sister Act.
| Personaggio         | Cast Originale di Londra | Sostituzioni note             | Cast Originale di Amburgo | Cast Originale di Broadway | Cast del Tour Inglese | Cast Originale di Milano 2012 | Cast Originale Roma 2015 | Cast Revival di Milano 2022 | Cast Tour Italiano 2023/2024 |
| ------------------- | ------------------------ | ----------------------------- | ------------------------- | -------------------------- | --------------------- | ----------------------------- | ------------------------ | --------------------------- | ---------------------------- |
| Deloris van Cartier | Patina Miller            | N.D.                          | Zodwa K. M. Selele        | Patina Miller              | Cynthia Erivo         | Loretta Grace                 | Belia Martin             | Gloria Enchill              | Gloria Enchill               |
| Madre Superiora     | Sheila Hancock           | Whoopi Goldberg, Sally Dexter | Doris Kunstmann           | Victoria Clark             | Denise Black          | Dora Romano                   | Francesca Taverni        | Francesca Taverni           | Francesca Taverni            |
| Curtis Shank        | Chris Jarman             | Simon Webbe                   | Cusch Jung                | Kingsley Leggs             | Cavin Cornwall        | Felice Casciano               | Felice Casciano          | Giuseppe Verzicco           | Giuseppe Verzicco            |
| Monsignor O'Hara    | Ian Lavender             | Christian Bujeau              | Uwe Dreves                | Fred Applegate             | Michael Starke        | Simone Colombari              | Pino Strabioli           | Massimo Cimaglia            | Massimo Cimaglia             |
| Eddie               | Ako Mitchell             | N.D.                          | Mathieu Boldron           | Chester Gregory            | Edward Baruwa         | Timothy Martin                | Marco Trespioli          | Roberto Tarsi               | Roberto Tarsi                |
| Suor Maria Roberta  | Katie Rowley Jones       | N.D.                          | Ina Trabesinger           | Marla Mindelle             | Julie Atherton        | Laura Galigani                | Cristina Scuccia         | Gea Andreotti               | Elisa Bella                  |
| Suor Maria Patrizia | Claire Greenway          | N.D.                          | Martine De Jager          | Sarah Bolt                 | Laurie Scarth         | Giulia Marangoni              | Manuela Tasciotti        | Mary La Targia              | Mary La Targia               |
| Suor Maria Lazzara  | Julia Sutton             | Jacqueline Clarke             | Sonya Martin              | Audrie Neenan              | Jacqueline Clarke     | Simonetta Cartia              | Claudia Campolongo       | Floriana Monici             | Altea Russo                  |
| Joey                | N.D.                     | N.D.                          | N.D.                      | N.D.                       | N.D.                  | Fabrizio Checcacci            | Silvano Torrieri         | Gioacchino Inzirillo        | Michelangelo De Marco        |
| Tj                  | N.D.                     | N.D.                          | N.D.                      | N.D.                       | N.D.                  | Massimiliano Pironti          | Renato Crudo             | Salvatore Vasalluccio       | Salvatore Vasalluccio        |
| Deniro              | N.D.                     | N.D.                          | N.D.                      | N.D.                       | N.D.                  | Giacomo Buccheri              | Vincenzo Leone           | Massimiliano Carulli        | Massimiliano Carulli         |

## Riconoscimenti

### West End
| Anno | Cerimonia               | Categoria                                      | Nomination            | Risultato |
| ---- | ----------------------- | ---------------------------------------------- | --------------------- | --------- |
| 2010 | Laurence Olivier Award  | Miglior musical                                | Miglior musical       | Nominato  |
| 2010 | Laurence Olivier Award  | Miglior attrice in un musical                  | Patina Miller         | Nominato  |
| 2010 | Laurence Olivier Award  | Miglior attrice non protagonista in un musical | Sheila Hancock        | Nominato  |
| 2010 | Laurence Olivier Award  | Miglior coreografie                            | Anthony Van Laast     | Nominato  |
| 2010 | WhatsOnStage.com Awards | Miglior nuovo musical                          | Miglior nuovo musical | Nominato  |
| 2010 | WhatsOnStage.com Awards | Miglior attrice in un musical                  | Patina Miller         | Vinto     |
| 2010 | WhatsOnStage.com Awards | Miglior attrice non protagonista in un musical | Julia Sutton          | Nominato  |
| 2010 | WhatsOnStage.com Awards | Miglior attrice non protagonista in un musical | Sheila Hancock        | Nominato  |
| 2010 | WhatsOnStage.com Awards | Migliori luci                                  | Natasha Katz          | Vinto     |
| 2010 | WhatsOnStage.com Awards | Esordiente dell'anno                           | Patina Miller         | Nominato  |
| 2010 | WhatsOnStage.com Awards | Migliori coreografie                           | Anthony Van Laast     | Nominato  |

### Broadway
| Anno | Cerimonia                   | Categoria                                      | Nomination                                                   | Risultato |
| ---- | --------------------------- | ---------------------------------------------- | ------------------------------------------------------------ | --------- |
| 2011 | Drama Desk Award            | Miglior musical                                | Miglior musical                                              | Nominato  |
| 2011 | Drama Desk Award            | Miglior attrice in un Musical                  | Patina Miller                                                | Nominato  |
| 2011 | Drama Desk Award            | Miglior attrice non protagonista in un Musical | Victoria Clark                                               | Nominato  |
| 2011 | Drama Desk Award            | Migliori musiche                               | Alan Menken                                                  | Nominato  |
| 2011 | Drama Desk Award            | Migliori liriche                               | Glenn Slater                                                 | Nominato  |
| 2011 | Drama League Award          | Miglior musical                                | Miglior musical                                              | Nominato  |
| 2011 | Drama League Award          | Miglior attrice                                | Victoria Clark                                               | Nominato  |
| 2011 | Drama League Award          | Miglior attrice                                | Patina Miller                                                | Nominato  |
| 2011 | Fred & Adele Astaire Awards | Miglior coreografo di Broadway                 | Anthony Van Laast                                            | Nominato  |
| 2011 | Fred & Adele Astaire Awards | Miglior ballerina                              | Patina Miller                                                | Nominato  |
| 2011 | Outer Critics Circle Awards | Miglior musical di Broadway                    | Miglior musical di Broadway                                  | Nominato  |
| 2011 | Outer Critics Circle Awards | Miglior sceneggiatura                          | Miglior sceneggiatura                                        | Nominato  |
| 2011 | Outer Critics Circle Awards | Miglior regia                                  | Jerry Zaks                                                   | Nominato  |
| 2011 | Outer Critics Circle Awards | Migliori costumi                               | Lez Brotherston                                              | Nominato  |
| 2011 | Outer Critics Circle Awards | Migliori luci                                  | Natasha Katz                                                 | Nominato  |
| 2011 | Outer Critics Circle Awards | Miglior attrice                                | Patina Miller                                                | Nominato  |
| 2011 | Outer Critics Circle Awards | Miglior attrice                                | Victoria Clark                                               | Nominato  |
| 2011 | Outer Critics Circle Awards | Miglior attore                                 | Chester Gregory                                              | Nominato  |
| 2011 | Outer Critics Circle Awards | Miglior attrice non protagonista               | Marla Mindelle                                               | Nominato  |
| 2011 | Theatre World Award         | Theatre World Award                            | Patina Miller                                                | Vinto     |
| 2011 | Tony Award                  | Miglior musical                                | Miglior musical                                              | Nominato  |
| 2011 | Tony Award                  | Miglior attrice protagonista                   | Patina Miller                                                | Nominato  |
| 2011 | Tony Award                  | Miglior attrice non protagonista               | Victoria Clark                                               | Nominato  |
| 2011 | Tony Award                  | Miglior libretto                               | Cheri Steinkellner, Bill Steinkellner e Douglas Carter Beane | Nominato  |
| 2011 | Tony Award                  | Miglior colonna sonora originale               | Alan Menken e Glenn Slater                                   | Nominato  |

### Italia
| Anno | Cerimonia              | Categoria                        | Nomination                  | Risultato |
| ---- | ---------------------- | -------------------------------- | --------------------------- | --------- |
| 2016 | Italian Musical Awards | Miglior spettacolo classico      | Miglior spettacolo classico | Nominato  |
| 2016 | Italian Musical Awards | Miglior attrice protagonista     | Belia Martin                | Nominato  |
| 2016 | Italian Musical Awards | Miglior attrice non protagonista | Francesca Taverni           | Vinto     |
| 2016 | Italian Musical Awards | Miglior regia                    | Saverio Marconi             | Vinto     |